# Equus (obra de teatre)
Equus és una obra de teatre escrita en 1973 per Peter Shaffer. Relata la història d'un psiquiatre que intenta tractar a un jove adolescent que pateix una patològica fascinació sexual i religiosa pels cavalls.
Shaffer es va inspirar per a escriure aquesta obra quan va sentir sobre un crim que involucrava a un adolescent que va encegar a sis equins. Va construir un relat fictici sobre el que podia haver causat l'incident, sense conèixer cap detall del crim. Aquesta obra és essencialment una història detectivesca que recorre a diversos principis del psicoanàlisi i la psicopatologia. Ha estat traduïda al català per Jordi Arbonès i Montull.

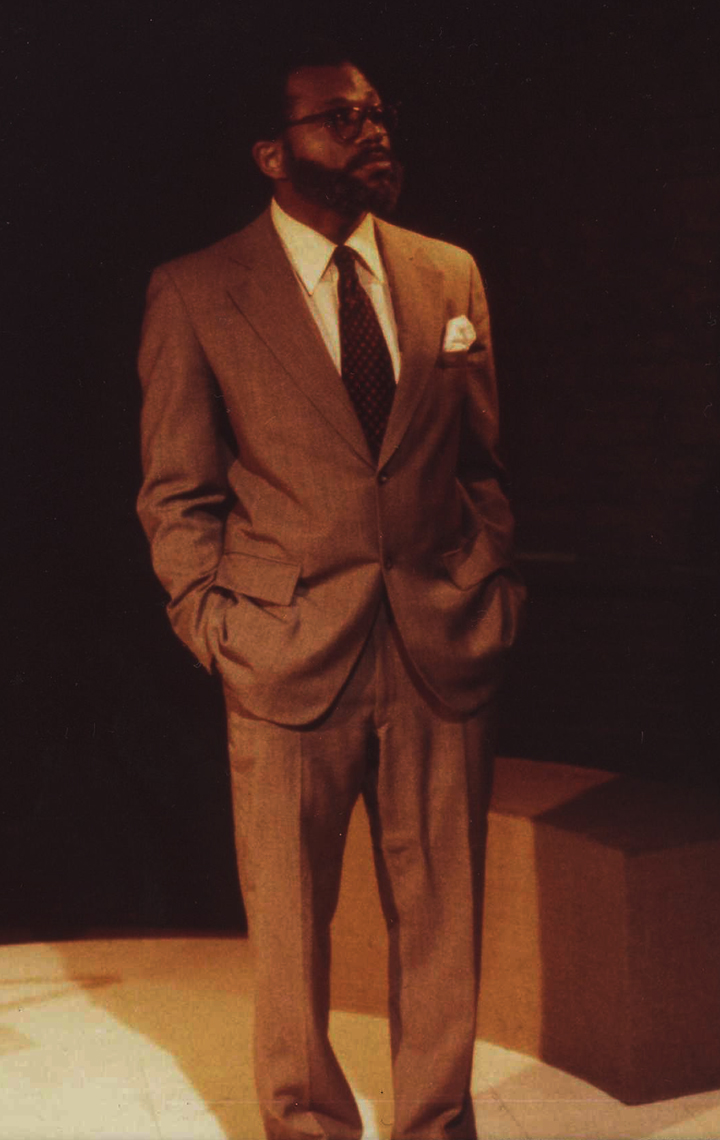
Charles S. Dutton com Dysart a Equus, dirigit per Brad Mays el maig de 1979 a Baltimore

## Argument

### Acte 1
El psiquiatre Martin Dysart rep a la magistrat Hesther Salomon qui li demana que atengui un cas especialment perturbante: un jovenet de 17 anys va deixar cecs a sis cavalls en un estable, sense raó aparent.
A partir d'aquí el drama beu del misteri detectivesc i el thriller psicològic en el qual el psiquiatre haurà d'oficiar de detectiu per a esbrinar les causes de semblant episodi seguint unes certes pautes de la recerca psicoanalítica. Però Dysart només troba resistències en Alan que apareix en escena cantant jingles publicitaris i agredint al doctor cada vegada que intenta arribar a l'arrel de l'assumpte. Lentament, Dysart comença a connectar diferents elements claus en la vida d'Alan: el fervor religiós de la seva mare (que li llegia els relats bíblics de nen), el seu pare no creient però estricte, la seva falta de contacte amb altres nois i noies de la seva edat, la seva primera trobada amb un genet i la ressonant presència dels cavalls en la seva vida. Dysart, fascinat per la mitologia i la filosofia gregues, embolicat en un matrimoni sense sentit, no pot evitar sentir una certa curiositat per l'atípica devoció que el noi mostra cap al seu objecte de desig i comença a qüestionar-se si "curar" per a readaptar-lo a la societat castradora és ètic o no.
L'acte primer culmina quan Dysart hipnotitza a Alan perquè reveli la seva veritable relació amb els equins. Així, el noi (que treballava en un estable pròxim a la seva casa) recrea el moment en què es torna lliure i expressa la seva sexualitat. Alan, a causa de l'estigmatització que la seva mare li ha impost sobre el sexe, només ha trobat una manera de canalitzar les seves pulsions i en el camí ha confós la devoció a Déu amb la manifestació de la seva libido. El deliri el porta a ritualitzar una trobada nocturna amb els cavalls que munta nu fins a arribar a un èxtasi físic i psicològic, la seva versió d'un orgasme.

### Acte 2
Després de la revelació, Dysart continua amb les seves indagacions. Així descobreix el rol de Jill Mason, una noia que treballava amb Alan, en tota aquesta història. La noia assetjava a Alan i el noi va començar a sentir-se lleument atret cap a ella encara que al principi la rebutja. El psiquiatre comenta amb Hesther Salomon que el noi, d'alguna manera, sembla demanar-li ajuda, per la qual cosa li donarà un placebo (que fa passar per una «píndola de la veritat») per a arribar al moment en què va tenir lloc l'agressió.
Alan reviu tot el previ a l'incident en l'estable, la qual va començar quan Jill el va seduir perquè tots dos sortissin aquesta nit. Els dos es fiquen en un cinema pornogràfic on el noi s'excita amb la imatge d'una dona a la dutxa. De sobte descobreix al seu pare a la sala i davant les patètiques excuses del seu progenitor, Alan cau en compte de la seva naturalesa com ser sexual i acaba amb la seva partenaire en l'estable mentre plou torrencialment fora. Jill i el noi es lleven la roba i quan es disposen a tenir relacions, Alan es paralitza en escoltar el so dels cavalls. Alan embogeix i comença a demanar perdó a l'esperit equí (Equus) i alhora desitja deslliurar-se de l'opressió que els seus deliris representen. Llavors Jill fuig espantada i ell cega als animals en un intent desesperat per alliberar-se de la seva càrrega.
L'obra conclou amb Dysart qüestionant-se la seva professió enfront dels edictes de la societat. És just sacrificar una passió tan fervent com la d'Alan només per obeir als mandats de la civilització? «El meu desig seria convertir a aquest noi en un fervent espòs, un ciutadà respectable […] No obstant això, és més probable que els meus assoliments el converteixin en un fantasma», diu el psiquiatre qui confessa envejar al noi.

## Primeres posades en escena
a peça va ser portada a escena per primera vegada en el Royal National Theatre a l'Old Vic de Londres el 26 de juliol de 1973. La direcció va ser a càrrec de John Dexter i els protagonistes van ser Alec McCowen com el psiquiatre Martin Dysart i Peter Firth com Alan Strang. En 1976 l'obra es va traslladar al Albery Theatre amb Colin Blakely en el paper de Dysart. També la hi va presentar en Broadway en el Plymouth Theatre amb les actuacions de Anthony Hopkins i Peter Firth.

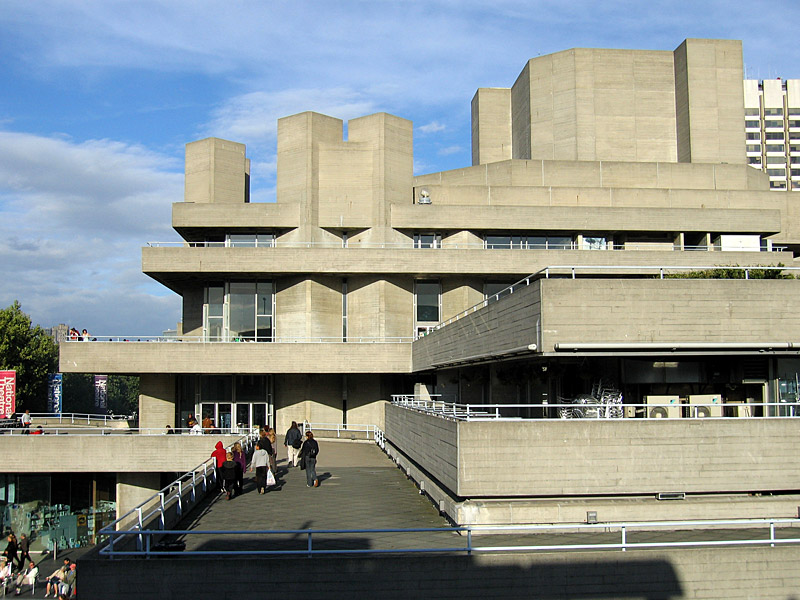
Royal National Theatre, on va tenir lloc l'estrena de l'obra en 1973.

Després, Tom Hulce es va fer càrrec del rol d'Alan Strang i Anthony Perkins (conegut pel film Psicosi) va reemplaçar a Hopkins. Per un curt temps Perkins va ser reemplaçat per Richard Burton però va reprendre el seu treball interpretant al psiquiatre una vegada que Burton va culminar amb la seva breu aparició.
L'obra va rebre el premi Tony a la Millor obra en 1975 i un altre a la Millor direcció per a John Dexter. Peter Firth va ser nominat com a Millor actor protagonista però ho va perdre davant John Kani i Winston Ntshona.
Equus no sols va ser aclamada per la qualitat del seu art dramàtic o els seus intèrprets sinó també pel seu original posada en escena. Els cavalls, seguint les notes de l'autor, van ser interpretats per actors en vestits marrons amb uns cascos de filferro que imitaven el cap de l'animal. La intenció de Shaffer i del director era que en cap moment l'obra adoptés subratllades connotacions zoofílicas per ressaltar la semblança entre l'actor i l'animal; mitjançant la màscara-trenco de filferro es pot veure el tret d'humanitat sota el personatge sense perdre l'efecte teatral. «Els caps dels actors han de ser visibles sota aquestes: no s'ha d'intentar ocultar-les». En la nota prèvia a l'edició de Penguin, Shaffer aclareix que la semblança ha d'aconseguir-se mitjançant la gesticulació i subtils moviments corporals abans que per la pantomima del cavall.
Un altre detall de l'escenificació és que tot l'elenc, incloent-hi els cavalls, romania assegut en escena contemplant l'acció igual que el públic.

## Adaptacions
Shaffer va confeccionar el guió per a una adaptació fílmica en 1977 protagonitzada per membres dels diferents elencs que van participar de l'obra teatral. Els protagonistes van ser Richard Burton i Peter Firth, secundats per Eileen Atkins, Colin Blakely, Joan Plowright i Jenny Agutter. El director va ser el prestigiós realitzador Sidney Lumet, responsable de cintes com a Assassinat en el Orient Express i Tarda negra.
La pel·lícula va ser ben rebuda per la crítica en general. Al web Rotten Tomatoes, on el públic qualifica les pel·lícules com a "fresques" o "podrides", la cinta va ser qualificada com a "fresca" per un 64% dels usuaris.
La cinta va rebre dures crítiques per part dels activistes de drets animals donada la crua presentació que el director fa sobre l'atac als cavalls, cosa que també va assenyalar el crític Roger Ebert.
El 1980, el compositor Wilfred Josephs va compondre un ballet narratiu basat en l'obra teatral que seria coreografiada per Domy Reiter-Soffer.

## Reestrenes
La primera producció al Mig Oest dels EUA d'Equus es va obrir el març de 1978 a Lansing, Michigan, al Boarshead Theatre. Dirigida per John Peakes, comptava amb Richard Thomsen com Dysart, David Kropp com Alan, Carmen Decker com Dora i Lisa Hodge com Jill. La controvèrsia local sobre l'escena de nus es va mitigar en gran manera amb l'elecció d'una parella casada com Jill i Alan. Aquesta producció va guanyar els premis anuals del Boarshead Theatre a la millor producció i millor actor secundari (Kropp).
El Lovegrove Alley Theatre de Baltimore va posar en escena una producció d'Equus el 1979. La producció va protagonitzar un Charles S. Dutton anterior a Broadway en el paper de Dysart. El director Brad Mays va fer una doble funció en el paper d'Alan Strang. Una jove actriu anomenada Lauren Raher va interpretar a Jill Mason, i la seva mare real Rhona Raher va interpretar Dora, la mare d'Alan.

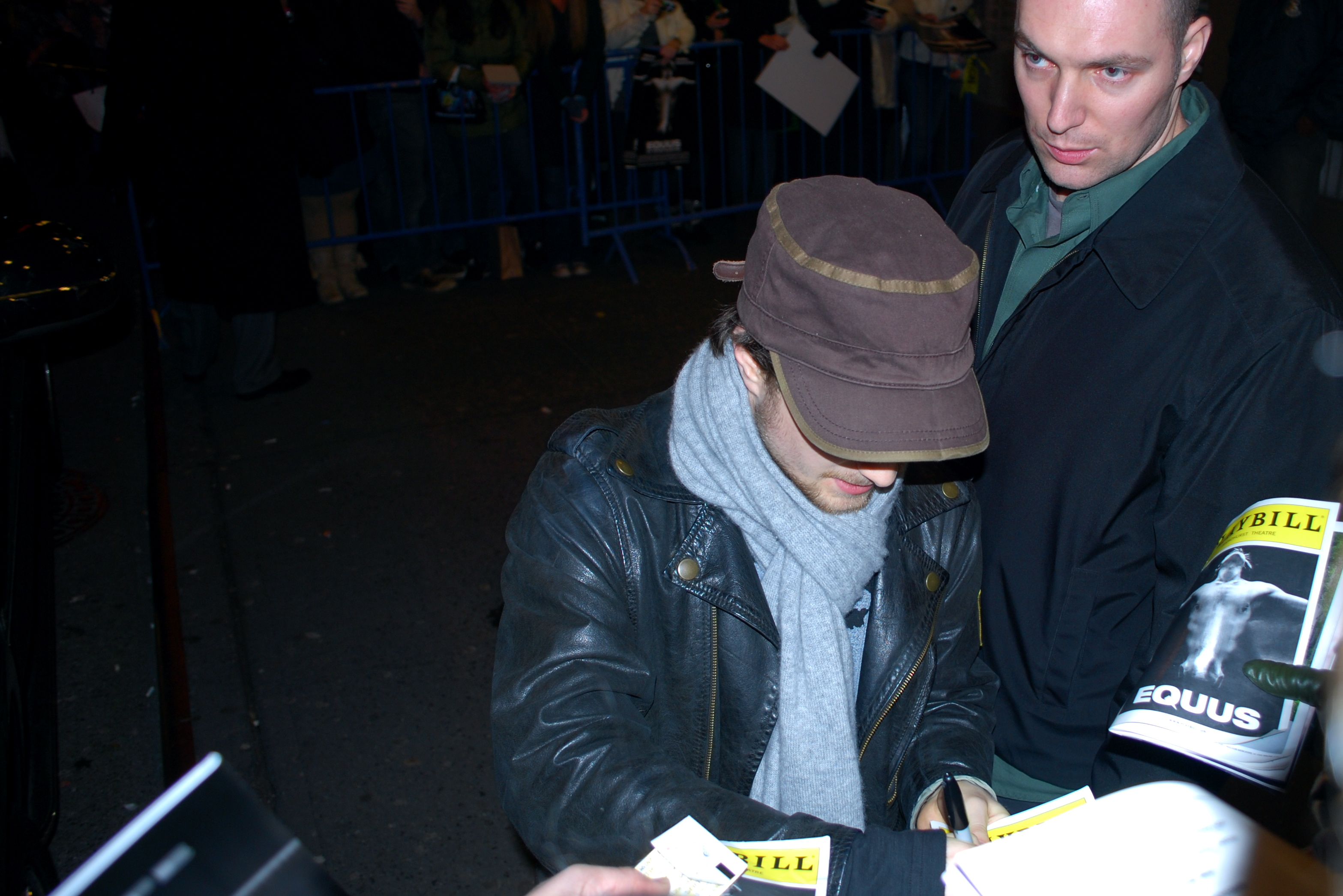
Daniel Radcliffe arribant per l’actuació d'Equus el 2008.

Els productors del West End David Pugh i Dafydd Rogers reestrenaren Equus el 2007, amb Richard Griffiths, Daniel Radcliffe, i Joanna Christie en els papers principals. La producció fou dirigida per Thea Sharrock, i es va estrenar el febrer de 2007 al Gielgud Theatre. La producció va cridar l'atenció de la premsa ja que tant Radcliffe com Griffiths van protagonitzar la sèrie de pel·lícules Harry Potter (com a Harry Potter i Vernon Dursley, respectivament). En particular, el càsting de Radcliffe, de disset anys, va provocar certa controvèrsia, ja que el paper d'Alan Strang va obligar-lo a aparèixer nu a l'escenari. La reestrena del West End de 2007 es va traslladar posteriorment a Broadway, que va tenir lloc al Broadhurst Theatre fins al 8 de febrer de 2009. Radcliffe i Griffiths van repetir els seus papers, i Thea Sharrock va tornar com a directora. El repartiment també incloïa Kate Mulgrew, Anna Camp, Carolyn McCormick, Lorenzo Pisoni, T. Ryder Smith, Graeme Malcolm i Sandra Shipley, amb Collin Baja, Tyrone Jackson, Spencer Liff, Adesola Osakalumi i Marc Spaulding.Radcliffe finalment va rebre una nominació al Drama Desk Award com a millor actor en una obra de teatre.
La primera edició il·lustrada del text de l'obra va ser produïda com a llibre d'artista de gran format per Old Stile Press, amb imatges i un epílogo de l'artista britànic Clive Hicks-Jenkins, el 2009.
La City Lights Theater Company de San Jose, California va reestrenar Equus el març de 2011. Aquesta producció, amb els actors Sean Gilvary com Alan Strang i Steve Lambert com Martin Dysart, va rebre crítiques entusiastes. El San Jose Mercury News va etiquetar Gilvary i Lambert com a "inquietants", afirmant que Gilvary "...exposant emocions i epidermis, cavalca a cabells en tots els sentits. A poc a poc aconsegueix fer que una criatura jove bastant poc atractiva sembli no només simpàtica sinó redimible, alhora que conserva la seva hostilitat i humanitat." StarkInsider va puntuar la producció amb 4,5 sobre 5 estrelles, anomenant Lambert "excel·lent" i amb un "perfecte rendiment", mentre que va anomenar Gilvary "enlluernador" i tenia "una habilitat sobrenatural per habitar l'ànima mateixa del seu personatge. Igual que l'adolescent problemàtic que representa, tant ell com Strang posseeixen una passió per alguna cosa que és una part inseparable de la seva personalitat." Aquesta producció va rebre el premi de producció clàssica destacada de Silicon Valley Small Theatre Awards.
Equus fou reestrenada a Houston, per un recorregut limitat el juliol de 2014 al Frenetic Theatre. La producció es va finançar en gran part amb donacions a Kickstarter i va ser ben rebuda per la crítica i el públic. Broadway World va qualificar la producció de "fosca, descoratjadora i sensual" i va elogiar el seu "elenc estel·lar". Houston Press va dir que era "increïblement bo... una visita obligada" mentre que Culturemap va enumerar el programa com un dels espectacles més populars de l'any.

## Versió en català
L'estrena de la primera versió en català, basada en la traducció de Jordi Arbonès i Montull, fou duta a terme per la companyia de Vilassar de Dalt Cop de Teatre l'octubre de 2018. Fou dirigida per Denis Fornés i protagonitzada per Chantal Aimée, Mercè Rovira i Joan Fígols.